# Auguste Arnoux
Pour les articles homonymes, voir Arnoux.
Auguste Arnoux, né à Paris, est un artiste décorateur français du XXe siècle.

## Biographie
Il obtient en 1904 une mention honorable au Salon des artistes français. 